# Hållbart skogsbruk
Hållbart skogsbruk är skogsbruk i enlighet med principerna i hållbar utveckling. Med detta menas att skogsbruket verkar för en långsiktig och uthållig skogsproduktion samt tar hänsyn till naturvård, landskapsvård m.m. Många skogsinstitut använder sig av olika former av hållbart skogsbruk och många beprövade metoder för dessa finns tillgängliga.
De skogsprinciper som togs fram vid Rio-konferensen år 1992 fångade den allmänna internationella förståelsen för hållbart skogsbruk vid den tidpunkten. Sedan dess har man utvecklat ett UNFF, antal kriterier och indikatorer för att utvärdera hur bra det hållbara skogsbruket fungerar.

## Definition
FAO (Food and Agriculture Organization) definierar hållbart skogsbruk som:
- Förvaltning och utnyttjande av skog på ett sätt som bevarar biodiversiteten, produktionen, skogens förmåga att förnya sig, vitalitet och dess förmåga att bistå nu och i framtiden med viktiga ekologiska, ekonomiska och sociala funktioner både på lokala, nationella och globala nivåer och på ett sätt som inte skadar andra ekosystem.

För skogsägaren betyder det att en skogsvårdplan bör byggas upp som omfattar de stridande ekonomiska behoven och ekologiska värden. 

## Ekosystemförvaltning
Ekosystemförvaltningen har varit med i den dagliga agendan sedan biodiversitetskonventionen sedan 1995. Riokonventionens definition av ekosystemförvaltning och regelgrunder för hur de används uppgjordes under ett expertmöte på Malawi 1995, kända som Malawi regelgrunderna. 
Definitionen, 12 regler och 5 hänvisningar för ”tillvägagångssätt” antogs också av medlemmarna år 2000. 
Ekosystemförvaltningen är en strategi för förvaltningen av land, skog och vatten samt deras livsmiljö. Det här skall ge upphov till en balans mellan de tre målsättningarna för konventionen. Ekosystemförvaltningen baserar sig på tekniska metoder för att fokusera på nivån av biologiska organismer, som innefattar de viktigaste strukturerna, processerna, funktionerna och samspel mellan organismerna och naturen. Det ser människan, med sin kulturella mångfald, som en central del av ekosystemet.
Hållbart skogsbruk uppmärksammades vid ett ytterligare möte som uppföljning av Riokonventionen 1995. De två tankesätten, ekosystemförvalningen och hållbart skogsbruk, vill få fram en tankesätt om ett socialt, ekonomiskt och ekologiskt skogsbruk som har fördelar för både nuvarande och kommande generationer. I Europa har MCPFE och PEBLDS (Pan-European Biological and Landsscape Diversity Strategy) överenskommit om hållbart skogsbruk och dess sammansättning med ekosystemförvaltningen 2006.

## Typer av hållbart skogsbruk
Flera olika begrepp används för att mer i detalj beskriva hållbart skogsbruk. Man talar om naturnära, naturenligt och ekologiskt skogsbruk. Det finns gradskillnader mellan hur skogsbruk får bedrivas enligt de olika begreppen men gemensamt för dem är att de ingrepp som görs i skogen ska påverka skogens naturliga utveckling så lite som möjligt. Man försöker efterlikna skogens naturliga dynamik och i huvudsak bara gallra. Föryngring ska i huvudsak ske naturligt. Mindre” luckor” (max 0,25 ha) får dock öppnas i skogen för att gynna ljuskrävande trädslag. En viss andel av träden lämnas som evighetsträd och relativt stor andel av arealen lämnas för fri utveckling som referensområden. 
Åtgärder som uppfattas som artificiella ska undvikas, exempelvis introduktion av främmande trädslag, gödsling, kraftig markpåverkan, kalhuggning, osv. De gallringar som görs bör dessutom inte vara så hårda att de markant förändrar hur skogen hade utvecklats utan gallring. Därmed finns det i konceptet naturnära skogsbruk inga fasta kriterier för hur olika skogsbestånd bör se ut eller utvecklas över tiden. 
I Sverige introducerades en bit in på 2000-talet den så kallade Lübeckmodellen, en modifierad variant av naturnära skogsbruk som byggde på idéer som började utvecklas av Lutz Fähser i staden Lübeck i mitten av 1990-talet.

### Historik
Begreppet naturnära skogsbruk (tyska "naturnahe Waldwirtschaft") härstammar från andra hälften av 1800-talet i Tyskland, och vidareutvecklades av bl.a. Möller med begreppet ”Dauerwald”, som ungefär kan översättas med evig eller kontinuerlig skog, för att i modern tid utvecklas av bland annat den europeiska föreningen Pro Silva.

## Skogscertifiering
Skogscertifikation kan användas för att skapa en god standard för skogsbruket. En sådan certifiering ska bekräfta att skogarna är välskötta enligt detaljerade standarder. De certifieringssystem som används är FSC och PEFC. FSC är mycket omdiskuterat av olika miljöorganisationer, så som Naturskyddsföreningen, Fältbiologerna, Skyddaskogen och Greenpeace. De visar i sina rapporter hur certifieringen upprepade gånger bryts utan att de får några större konsekvenser för de certifierade skogsägarna. 